# Criptomoeda

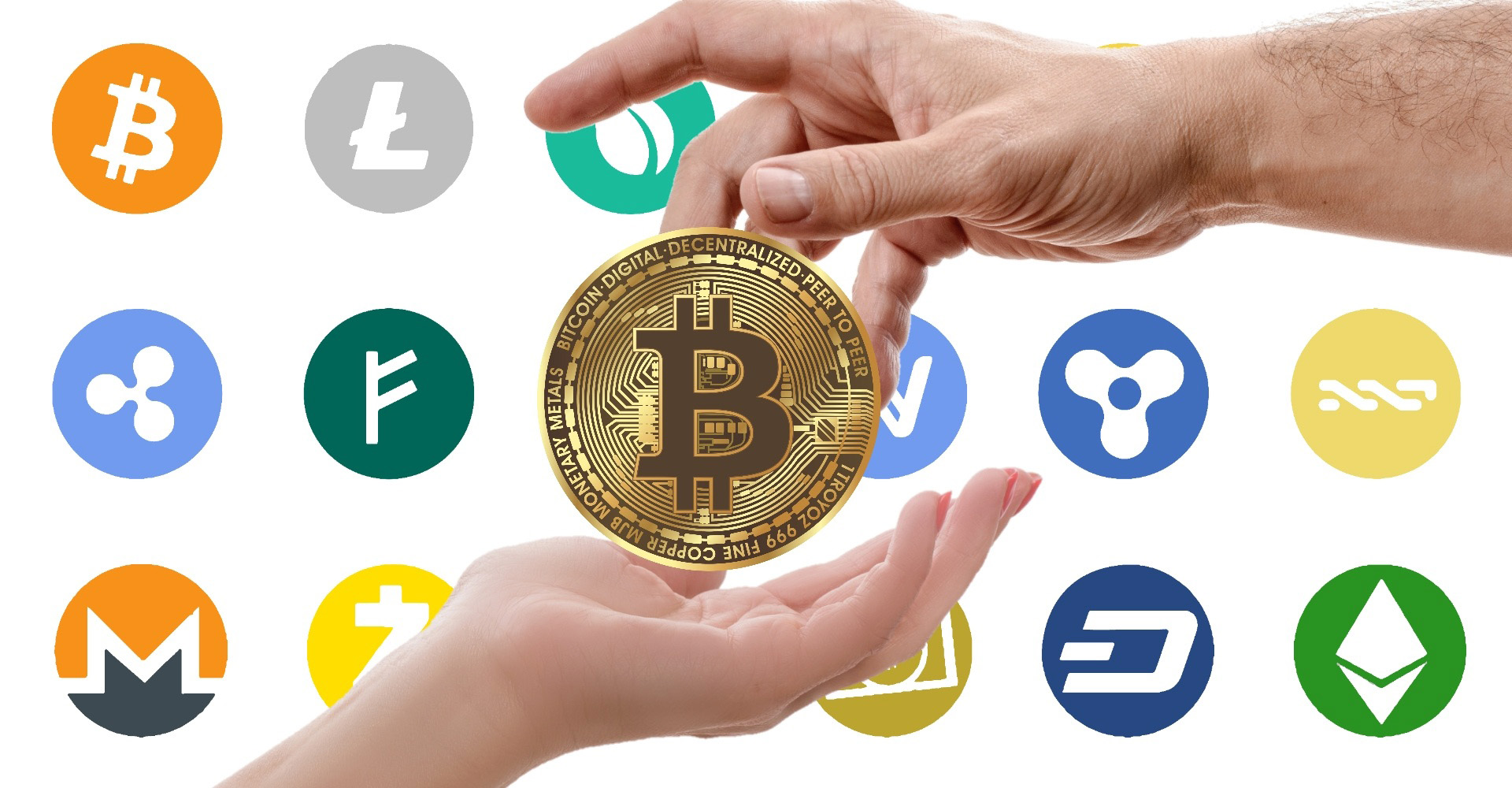
Logotipos de várias criptomoedas

Uma criptomoeda ou cibermoeda é um meio de troca, geralmente descentralizado, que se utiliza da tecnologia de blockchain e da criptografia para assegurar a validade das transações e a criação de novas unidades da moeda. O Bitcoin, a primeira criptomoeda descentralizada, foi criado em 2009 por um usuário que usou o pseudônimo Satoshi Nakamoto. Desde então, muitas outras criptomoedas foram criadas. Mais recentemente, tem-se assistido a um fenômeno de explosão de inúmeros tokens que têm sido criados com base no protocolo do Ethereum, principalmente após a onda massiva de Ofertas Iniciais de Moedas (usualmente referida como ICO, do inglês Initial Coin Offering) que ocorreu em 2017.
Ao contrário de sistemas bancários centralizados, grande parte das criptomoedas usam um sistema de controle descentralizado com base na tecnologia de blockchain, que é um tipo de livro-registro distribuído operado em uma rede ponto a ponto (peer-to-peer) de milhares computadores, onde todos possuem uma cópia igual de todo o histórico de transações, impedindo que uma entidade central promova alterações no registro ou no software unilateralmente sem ser excluída da rede.

## Visão geral
Uma criptomoeda descentralizada é produzida, coletivamente, por um sistema de criptomoeda a uma razão definida quando o sistema é criado e disponível publicamente. Em sistemas bancários ou econômicos centralizados como o Sistema de Reserva Federal dos Estados Unidos, conselhos administrativos ou governos controlam o suprimento de moeda através da impressão de moeda fiduciária. Entretanto, corporações ou governos não podem produzir unidades de criptomoedas e assim, não forneceram até então suporte para outras entidades, bancos ou corporações que guardam ativos medidos através de uma criptomoeda descentralizada. Os recursos técnicos sobre os quais moedas descentralizadas são baseadas foram criados pelo grupo (ou indivíduo) conhecido como Satoshi Nakamoto.
Centenas de especificações de criptomoedas existem, a grande maioria sendo similar e derivada da primeira moeda descentralizada implementada, o bitcoin. A segurança, integridade e balanço dos registros de um sistema de criptomoeda são mantidos por uma comunidade de mineradores: membros do público em geral usando seus computadores para ajudar a validar e temporizar transações, adicionando-as ao registro (block chain) de acordo com um esquema definido de temporização.
A segurança dos registros de uma criptomoeda baseiam-se na suposição de que a maioria dos mineradores estão mantendo o arquivo de modo honesto, tendo um incentivo financeiro para isso.
A maior parte das criptomoedas são planejadas para diminuir a produção de novas moedas, definindo assim um número máximo de moedas que entrarão em circulação. Isso imita a escassez (e valor) de metais preciosos e evita a hiperinflação. Comparadas com moedas comuns mantidas por instituições financeiras ou em forma de dinheiro em mãos, criptomoedas são menos suscetíveis à apreensão devido a ações judiciais. As criptomoedas existentes são todas pseudo-anônimas, embora adições tais como o Zerocoin e seu recurso de lavagem distribuída tenham sido sugeridas, o que permitiria o anonimato autêntico.

## Definição formal
Segundo Jan Lansky, uma criptomoeda é um sistema que atende a seis condições seguintes:
1. O sistema não requer uma autoridade central, distribuído consenso em seu estado.
2. O sistema mantém uma visão geral das unidades de criptomoeda e sua propriedade.
3. O sistema define se novas unidades de criptomoeda podem ser criadas. E se novas unidades de criptomoeda podem ser criadas, o sistema define as circunstâncias de sua origem e como determinar a propriedade dessas novas unidades.
4. A propriedade de unidades de criptomoeda pode ser provada exclusivamente por criptografia.
5. O sistema permite que transações sejam executadas, nas quais a propriedade das unidades criptográficas é alterada. Um extrato de transação só pode ser emitido por uma entidade que comprove a propriedade atual dessas unidades.
6. Se duas instruções diferentes para alterar a propriedade das mesmas unidades criptográficas forem inseridas simultaneamente, o sistema executará no máximo uma delas.

### Altcoin
O termo altcoin tem várias definições semelhantes. Stephanie Yang, do The Wall Street Journal, definiu os altcoins como "moedas digitais alternativas", enquanto Paul Vigna, também do The Wall Street Journal, descreveu as altcoins como versões alternativas do bitcoin. Aaron Hankins do MarketWatch refere-se a qualquer criptomoeda diferente de bitcoin como altcoins.

### Token
Os tokens são ativos digitais construídos na blockchain de outra criptomoeda. As criptomoedas são desenvolvidas em uma rede própria (blockchain). Se uma criptomoeda não tiver sua própria blockchain e, em vez disso, usar a blockchain de outra criptomoeda para funcionar, ela será considerada um token.

## História
Em 1998, Wei Dai publicou a descrição do "Dinheiro B", um sistema eletrônico e anônimo de pagamento. Pouco depois, Nick Szabo criou o "Bit gold". Assim como o bitcoin e outras criptomoedas que o seguiram, Bit Gold era um sistema de moeda eletrônico que exigia seus usuários completarem uma função de prova de trabalho, com as soluções sendo criptograficamente computadas e publicadas.
A primeira criptomoeda descentralizada, o Bitcoin, foi criado em 2009 por Satoshi Nakamoto. Foi usada a SHA-256, uma função hash criptográfica, como esquema de prova de trabalho. Em abril de 2011, o Namecoin foi criada como uma tentativa de formar um DNS descentralizado, o que tornaria a censura na internet algo muito difícil. Em outubro de 2011, Litecoin foi lançada. Ela foi a primeira criptomoeda bem sucedida a usar scrypt como função de hash ao invés de SHA-256. Outra criptomoeda, Peercoin, foi a primeira a usar um híbrido de prova de trabalho e prova de participação. Muitas outras criptomoedas foram criadas, entretanto poucas obtiveram sucesso, devido à falta de inovação técnica que as mesmas trouxeram. Em março de 2014, surge a primeira criptomoeda com origem portuguesa, o CryptoEscudo. Em 6 de agosto de 2014, o Reino Unido anunciou que seu tesouro foi comissionado para fazer um estudo acerca das criptomoedas, e que papel, se algum, elas poderiam desempenhar na economia. O estudo também tinha como propósito definir se a regulação de criptomoedas deveria ser considerada.
A partir de 2014, uma 2.ª geração de criptomoedas surgiu, como Monero, Ethereum e Nxt. Essas criptomoedas possuem funcionalidades avançadas como endereços escondidos e contratos inteligentes.
Em 2014, a criptomoeda RaiBlocks foi lançada, apresentando-se como uma alternativa ao Bitcoin, prometendo transações mais rápidas e menor consumo energético. Enfatizava a ausência de taxas de transação, uma característica distinta do Bitcoin. Em 2018, a moeda foi renomeada para Nano.

### Publicidade
Representantes dos bancos centrais afirmaram que a adoção de criptomoedas como o bitcoin é um grande desafio para a habilidade dos bancos em influenciar o preço do crédito para a economia. Também foi afirmado que, quando o uso de criptomoedas se torna mais popular, haverá uma perda da confiança dos consumidores nas moedas fiduciárias.
Jordan Kelley, fundador do Robocoin, lançou o primeiro caixa eletrônico de bitcoins nos Estados Unidos da América em 20 de fevereiro de 2014. O quiosque instalado em Austin, Texas, é muito semelhante aos caixas eletrônicos bancários, mas possui scanners para ler documentos emitidos pelo governo, como carteiras de motorista e passaportes, para identificar seus usuários.
A Fundação Dogecoin, uma organização beneficente que gira em torno do Dogecoin e co-fundada pelo co-criador do Dogecoin, Jackson Palmer, doou mais de $30.000 dólares em unidades de Dogecoin para ajudar a financiar a viagem da equipe jamaicana de trenó para os Jogos Olímpicos de Inverno de 2014 em Sóchi, Rússia. A comunidade crescendo em torno do Dogecoin procura cementar suas credenciais beneficentes através do levantamento de fundos para patrocinar cães de serviço para crianças com necessidades especiais.
Entre 16 e 19 de maio de 2018, a criptomoeda Bitcoin Gold, uma vertente baseada da Bitcoin, sofreu um ataque de 51%, onde o hacker controla 51% do poder de processamento para forçar o registro de uma operação falsa. O hacker pode ter roubado até US$ 18 milhões.
O chamado "ataque de 51%" é a falha fundamental que existe no modelo de "blocos encadeados" ("blockchain") adotado pelas criptomoedas e ocorre quando um indivíduo ou grupo obtém mais de 51% de todo o poder de processamento disponível para a rede. Para evitar essa falha, é preciso que a moeda tenha um grande número dos chamados mineradores atuando de forma independente.

## Arquitetura

### Blockchain
A validade das moedas de cada criptomoeda é fornecida por uma blockchain. Um blockchain é uma lista crescente de registros, chamados blocos, que são vinculados e protegidos usando criptografia. Cada bloco normalmente contém um ponteiro de hash como um link para um bloco anterior, um registro de data e hora e dados de transação. Por design, os blockchains são inerentemente resistentes à modificação dos dados. É "um livro aberto e distribuído que pode registrar transações entre duas partes de maneira eficiente e verificável e permanente". Para uso como um livro distribuído, um blockchain é normalmente gerenciado por uma rede ponto a ponto aderindo coletivamente a um protocolo para validar novos blocos. Uma vez registrados, os dados em qualquer bloco determinado não podem ser alterados retroativamente sem a alteração de todos os blocos subsequentes, o que requer conluio da maioria da rede.
Os blockchains são seguros por design e são um exemplo de um sistema de computação distribuído com alta tolerância a falhas bizantinas. Consenso descentralizado foi alcançado com um blockchain. Ele resolve o problema do gasto duplo sem a necessidade de uma autoridade confiável ou servidor central.
O tempo de bloqueio é o tempo médio que leva para a rede gerar um bloco extra no blockchain. Alguns blockchains criam um novo bloco com uma frequência de cinco em cinco segundos. No momento da conclusão do bloco, os dados incluídos se tornam verificáveis. Isso é praticamente quando a transação monetária ocorre, portanto, um tempo de bloqueio mais curto significa transações mais rápidas.

### Esquemas de prova de trabalho
O primeiro esquema de timestamp inventado foi o esquema de prova de trabalho. Os esquemas de prova de trabalho mais utilizados são baseados em SHA-256 e scrypt. O último agora domina o mundo das criptomoedas, com pelo menos 480 implementações confirmadas.
Alguns outros algoritmos de hash que são usados para prova de trabalho incluem CryptoNight, Blake, SHA-3 e X11.

### Esquemas de prova de participação e combinados
Algumas criptomoedas usam um esquema combinado de prova de trabalho / prova de participação. A comprovação é um método para garantir uma rede de criptomoedas e obter consenso distribuído através da solicitação de usuários para mostrar a propriedade de uma determinada quantia de moeda. É diferente dos sistemas de prova de trabalho que executam algoritmos de hashing difíceis para validar transações eletrônicas. O esquema é amplamente dependente da moeda, e atualmente não há uma forma padrão dela.

### Mineração
Em redes de criptomoedas, a mineração é uma validação de transações. Para este esforço, mineiros bem sucedidos obtêm uma nova criptomoeda como recompensa. A recompensa diminui as taxas de transação, criando um incentivo complementar para contribuir para o poder de processamento da rede. A taxa de geração de hashes, que validam qualquer transação, foi aumentada pelo uso de máquinas especializadas, como FPGAs e ASICs, executando algoritmos de hashing complexos como SHA-256 e Scrypt. Esta corrida armamentista para máquinas mais baratas e eficientes tem ocorrido desde o dia em que a primeira criptomoeda, bitcoin, foi introduzida em 2009. Com mais pessoas se aventurando no mundo de moedas digitais, gerar hashes para essa validação tornaram-se muito mais complexas ao longo dos anos, com os mineiros tendo que investir grandes somas de dinheiro no emprego de múltiplos ASICs de alto desempenho. Assim, o valor da moeda obtida para encontrar um hash muitas vezes não justifica a quantidade de dinheiro gasto na instalação das máquinas, as instalações de resfriamento para superar a enorme quantidade de calor que produzem e a eletricidade necessária para operá-las.

### Carteiras
Uma carteira de criptomoedas armazena as "chaves" públicas ou privadas ou "endereços" que podem ser usados para receber ou gastar a criptomoeda. Com a chave privada, é possível escrever no diário público, gastando efetivamente a criptomoeda associada. Com a chave pública, é possível que outras pessoas enviem moeda para a carteira.

### Anonimato
Bitcoin é pseudôanonimo, em vez de anônimo, em que a criptomoeda dentro de uma carteira não está vinculada a pessoas, mas sim a uma ou mais chaves específicas (ou "endereços"). Desse modo, os proprietários de bitcoins não são identificáveis, mas todas as transações estão publicamente disponíveis no blockchain. Ainda assim, as trocas de criptomoedas são geralmente exigidas por lei para coletar as informações pessoais de seus usuários.
Acréscimos como Zerocoin foram sugeridos, o que permitiria o verdadeiro anonimato. Nos últimos anos, tecnologias de anonimato como provas de conhecimento zero e assinaturas de anel foram empregadas nas criptomoedas Zcash e Monero, respectivamente.

### Tendências recentes
Em 2025, o mercado de criptomoedas tem mostrado sinais de amadurecimento, com destaque para o desempenho do Bitcoin. Segundo análise do BeInCrypto Brasil, a nova alta histórica da criptomoeda em maio de 2025, superando os US$ 111 mil, foi marcada por características distintas de ciclos anteriores: menor euforia entre investidores de varejo, fluxo mais controlado de entrada em ETFs e taxas de financiamento (funding) mais baixas nos mercados futuros. Esses fatores indicam uma fase mais institucionalizada e menos especulativa do mercado, segundo especialistas.

### Centralização x decentralização
Em um sistema centralizado, uma autoridade única (um banco, por exemplo) mantém os registros das transações. Em uma blockchain, múltiplas cópias das transações são armazenadas em diferentes nós, e cada nova transação deve ser validada por um número de nós (normalmente executados por mineradores). A confiabilidade do sistema decorre, a princípio, do fato de que nenhuma autoridade central controla a maioria dos nós, o que torna praticamente impossível que uma transação falsa seja executada. Por este motivo, a decentralização é parte fundamental do sistema de criptomoedas. A oposição entre centralização e decentralização, no entanto, não é binária, mas um espectro, já que, quanto mais concentrados estiverem os nós de validação de transações, maior a centralização e, portanto, maior a possibilidade de algum tipo de manipulação das transaçãoes. Assim, se uma única autoridade controla a maioria dos nós de uma blockchain, ela pode, em tese, falsificar uma transação e passá-la como legítima para os demais nós da cadeia. Esta preocupação é encontrada na cadeia Binance Smart Chain, uma blockchain controlada por um total de 21 nós, dos quais suspeita-se que a Binance, a corretora criadora da cadeia, controle 11.
Além do controle dos nós, um número significativo de transações de criptomoedas acontece dentro de corretoras centralizadas (CEX, ou "Centralized Exchanges", que são diferentes de DEX, ou "Decentralized Exchanges"). Nestas corretoras, a compra e venda de criptomoedas não necessariamente é validada nas blockchains, porque, em tese, as negociações ocorrem entre clientes da corretora, que detém, ela, a propriedade das moedas na cadeia. Embora a transação de criptomoedas entre proprietários particulares dependa de validações nas respectivas blockchains, estima-se que até 99% de todas transações ocorram via corretoras centralizadas.

## Legalidade
A legalidade das criptomoedas variam substancialmente de um país para outro e ainda é indefinida ou está mudando em muitos outros. Enquanto alguns países autorizaram explicitamente o seu uso e troca, como a Alemanha, outros restringiram ou até baniram, como a Arábia Saudita. De maneira semelhante, várias agências governamentais, departamentos e cortes classificaram bitcoins de maneiras diferentes. O Banco Popular da China (Banco Central da China) baniu o manejo de bitcoins por instituições financeiras na China durante um período de adoção extremamente rápido no início de 2014. Na Rússia, ainda que criptomoedas sejam legais, é ilegal fazer a compra de produtos com qualquer moeda que não seja o Rublo russo.[carece de fontes?]
Em Portugal o Banco de Portugal é desde 2017 o responsável pela supervisão das entidades que operam com criptomoedas (ativos digitais) tendo realizado a primeira atribuição de licenças no ano de 2021.

## Com maior valor de mercado
As 20 criptomoedas com maior valor de mercado eram, em 2022: Bitcoin (BTC); Ethereum (ETH); Tether (USDT); USD-Coin (USDC); BNB (); Binance USD (BUSD); XRP (); Cardano (ADA); Solana (SOL); Dogecoin (DOGE); Polkadot (DOT); Polygon (MATIC); Dai; Shiba Inu (SHIB); TRON (TRX); Avalanche (AVAX); Wrapped Bitcoin (WBTC); UNUS SED LEO (LEO); Ethereum Classic (ETC); Cosmos (ATOM).
.